# Debrc
Debrc (Servisch: Дебрц) is een plaats in de Servische gemeente Vladimirci. De plaats telt 875 inwoners (2002).